# Henrik Tillberg
Frans Henrik Tillberg, född den 28 augusti 1879 i Hjorteds församling, Kalmar län, död den 28 juli 1952 i Göteborg, var en svensk militär. Han var bror till Erik W. Tillberg och svärfar till Folke Diurlin.
Tillberg blev underlöjtnant vid Första livgrenadjärregementet 1901, löjtnant där 1904, kapten 1915 och major 1925. Han övergick som major till Svea livgarde 1926 och befordrades till överstelöjtnant vid Gotlands infanterikår 1930 och till överste i reserven 1934. Tillberg blev riddare av Svärdsorden 1922 och av Vasaorden 1926. Han gravsattes i en familjegrav i Gustaf Vasa kyrkas kolumbarium.